# جک هریس (تدوین‌گر فیلم)
جک هریس (انگلیسی: Jack Harris؛ ۲ ژوئیه ۱۹۰۵ – ۱۹۷۱) تدوین‌گر فیلم بریتانیایی زاده فارن‌بورو، همپشر در شهرستان همپشر انگلستان بود. در کنار دیوید لین، او یکی از تدوین‌گران برجسته بریتانیایی از دهه ۱۹۳۰ تا دهه ۱۹۵۰ بود.

## گزیده فیلم‌شناسی
- سایه (۱۹۳۳)
- برخورد کوتاه (۱۹۴۵)
- آرزوهای بزرگ (۱۹۴۶)
- الیور توئیست (۱۹۴۸)
- کاپیتان هوراشیو هورنبلوئر (۱۹۵۱)
- شاهزاده و شوگرل (۱۹۵۷)